# Distretto di Hamirpur (Uttar Pradesh)
Hamirpur è un distretto dell'India di 1 042 374 abitanti. Capoluogo del distretto è Hamirpur.